# Post (wydawnictwo)
Post – polskie wydawnictwo komiksowe z siedzibą w Krakowie, istniejące w latach 2001–2013.
Wydawnictwo wydało m.in. Corto Maltese Hugo Pratta, Kota rabina Joanna Sfara, V jak vendetta Alana Moore’a i Davida Lloyda, Maus Arta Spiegelmana, Persepolis Marjane Satrapi, El Borbah Charlesa Burnsa, Niebieskie Pigułki i serię Lupus Frederika Peetersa.
W 2004 wydawnictwo otrzymało nagrodę dla najlepszego polskiego wydawcy komiksów przyznawaną przez organizatorów Międzynarodowego Festiwalu Komiksu w Łodzi.